# 能代市立渟城南小学校
能代市立渟城南小学校（のしろしりつ ていじょうみなみしょうがっこう）は、秋田県能代市若松町にある公立小学校である。

## 概要
市の中心市街地に位置しており、市の中心駅である能代駅が近い。
2007年4月に能代市立渟城第一小学校、能代市立渟城第二小学校、能代市立渟城第三小学校の3小学校を再編し、本校と能代市立渟城西小学校を設置した。校舎は渟城第三小学校のものをそのまま使用している。

## 校歌
- 作詞：見上 司
- 作曲：四反田素幸

歌詞などは学校の公式サイトを参照。

## 周辺
- 東日本旅客鉄道（JR東日本）五能線 能代駅
- 能代市文化会館
- 能代ショッピングセンター（イオン能代店）

## 著名出身者
- 竹内敏之 (実業家)